# Gegeneophis ramaswamii
Gegeneophis ramaswamii är en groddjursart som beskrevs av Taylor 1964. Gegeneophis ramaswamii ingår i släktet Gegeneophis och familjen Caeciliidae. IUCN kategoriserar arten globalt som livskraftig. Inga underarter finns listade i Catalogue of Life.